# Gregorio Machado
Gregorio Machado nace el 12 de marzo de 1949 Caracas, Venezuela, es un ex beisbolista venezolano. Actualmente se desempeña como entrenador asistente de los Navegantes del Magallanes de la Liga Venezolana de Béisbol Profesional. 
Machado es una de las figuras emblemáticas de la divisa del Magallanes, acumulando 45 temporadas dentro la organización (1968-2017), además en 2013 fue exaltado al Salón de la Fama del club. Machado esta con el Magallanes desde 1968 cuando entró en las filas del equipo en rol de pitcher permaneciendo siete campañas como uno de sus lanzadores. Entre 1971 y 1973, Machado jugó en la Liga Mexicana de Béisbol con los Saraperos de Saltillo (1971), Petroleros de Poza Rica (1971), Cafeteros de Córdoba (1972), Piratas de Sabinas (1972), y Dorados de Chihuahua (1973). 
A partir del torneo 1975-76 y hasta la temporada 2004-05 formó parte ininterrumpidamente del personal de técnicos del club
cumpliendo diversos roles, y tras cuatro años fuera del equipo regresó al club en la campaña 2009-10. Es el único integrante dentro de la organización que ha participado en los nueve títulos logrados por la novena desde su llegada a Valencia, con el elemento adicional de que ha sido partícipe de estos éxitos desde diferentes funciones: jugador, entrenador y mánager. Precisamente en la temporada 1995-96 le correspondió asumir a última hora el cargo de piloto del
conjunto (tras la partida de Tim Tolman después del primer juego de la final contra Cardenales de Lara), y Machado, quien había iniciado una vez más como entrenador, efectuó una gran labor llevando al Magallanes al campeonato de esa contienda y proporcionándole a la franquicia el octavo gallardete de su historia.
Además de haber sido entrenador de banca, de primera y tercera base, ha sido entrenador de pitcheo y de bullpen. En las campañas 1978-79 y 1999-00 fue mánager interino ante las ausencias temporales de los titulares del cargo, Willie Horton y Phil Regan, respectivamente, mientras que en la 2010-11 terminó la contienda como el estratega de la novena.
Trabajó durante dos contiendas con Bravos de Margarita (2007-08 y 2008-09), asumiendo incluso a mediados de la última de esas campañas el cargo de mánager de la escuadra isleña.
Como pelotero obtuvo el galardón de Novato del Año en la zafra 1969-70, otorgado por
el Círculo de Periodistas Deportivos. Durante muchos años también cumplió funciones de scout para los Mets de New York.